# Metalimnophila nemocera
Metalimnophila nemocera is een tweevleugelige uit de familie steltmuggen (Limoniidae). De soort komt voor in het Australaziatisch gebied.